# Heckler & Koch HK45
Heckler & Koch HK45 (Heckler & Koch, .45 ACP) je poluautomatski pištolj njemačke tvrtke Heckler & Koch.
HK45 je projektiran kako bi zadovoljio potrebe američke vojske (U.S. Military Joint Combat Pistol) za .45 ACP kalibarnim poluautomatskim pištoljem, koji bi zamijenio starije 9 mm M9 pištolje. Pištolj je projektirao Heckler & Koch u suradnji s Larryjem Vickersom (bivši pripadnik Delta Forca) i Kena Kackathorna.
HK45 je prvo oružje koje se proizvodi u Heckler & Kochovoj novoj tvornici u SAD-u.

## Inačice
Heckler & Koch proizvodi i HK45 Compact (HK45C), čije punjenje sadrži 8 metaka. HK45C je gotovo isti kao osnovna inačica HK45, ali ima manji trzaj pri pucanju, slično kao i kod pištolja Heckler & Koch P2000.
U razvoju su i HK45 Tactical (HK45T) i HK45 Compact Tactical (HK45CT) koji će imati dužu cijev od osnovnog modela za prigušivaće.